# Mathis Dossou-Yovo
Mathis Dossou-Yovo (* 6. November 2000 in Châteauroux) ist ein französischer Basketballspieler.

## Laufbahn
Mit Fleury-les-Aubrais wurde er 2015 französischer Meister im Altersbereich U15. Von 2015 bis 2018 spielte Dossou-Yovo für die Mannschaft des französischen Nachwuchsleistungszentrums INSEP in der dritthöchsten Spielklasse des Landes. Mit INSEP gewann er im Mai 2017 den U18-Nachwuchswettbewerb der EuroLeague. Im Sommer 2018 wechselte er zum Erstligisten Élan Sportif Chalonnais.
Zu Jahresbeginn 2020 wurde er von Élan Sportif Chalonnais per Leihabkommen vorerst an den Zweitligisten ALM Évreux Basket abgegeben, zur Saison 2020/21 wechselte er (ebenfalls leihweise) zu ADA Blois (zweite Liga). Im Sommer 2021 kehrte er zu Élan Sportif Chalonnais zurück.
In der Sommerpause 2022 wechselte Dossou-Yovo zum Zweitligisten Saint-Quentin. Er wurde als bester Spieler der Zweitligasaison 2022/23 ausgezeichnet und stieg mit Saint-Quentin in die erste Liga auf. Im Spieljahr 2023/24 war Dossou-Yovo in Frankreichs höchster Spielklasse mit 12,7 Punkten je Begegnung innerhalb der Mannschaft Saint-Quentins führend und mit 4,9 Rebounds je Begegnung Zweiter.
Zur Saison 2024/25 ging Dossou-Yovo zum deutschen Bundesligisten EWE Baskets Oldenburg. Dort blieb er bis Januar 2025. Bis dahin hatte der Franzose für Oldenburg in 13 Bundesliga-Einsätzen im Durchschnitt 9 Punkte sowie 5,4 Rebounds erreicht. Anfang Februar 2025 wurde er von Paris Basketball verpflichtet. Mit der Hauptstadtmannschaft wurde er Ende April 2025 französischer Pokalsieger und im Juni desselben Jahres französischer Meister.

### Nationalmannschaft
Mit Frankreich U16-Auswahl trat er bei der Europameisterschaft 2016 in Polen an. Im Frühjahr 2018 nahm er mit der französischen U18-Nationalmannschaft am Albert-Schweitzer-Turnier in Deutschland teil und im Sommer desselben Jahres an der U18-EM in Lettland. Dort holte er mit seiner Mannschaft die Bronzemedaille und trug im Turnierverlauf im Schnitt 16,4 Punkte und 8,1 Rebounds pro Partie bei. Im Sommer 2019 wurde er mit der französischen Auswahl Dritter der U19-WM.

## Sonstiges
Im Dezember 2023 heiratete er Iliana Rupert.